# Щеп'ятин-Осада
Щеп'ятин-Осада (пол. Szczepiatyn-Osada) — селище в Польщі, в Люблінському воєводстві Томашовського повіту, гміни Ульгувек. Щеп'ятин-Осада знаходиться в межах української етнічної території Закерзоння.